# Jimmy Ellis
|  | «Jimmy Ellis» redirigeix aquí. Vegeu-ne altres significats a «Jimmy Ellis (desambiguació)». |

Jimmy Ellis   (Middletown, 19 d'octubre de 1955) és un antic pilot professional de motocròs nord-americà. Va competir als Campionats AMA entre el 1973 i el 1982 i en va guanyar un títol de supercross, concretament el de 250cc de 1975, amb Can-Am.
A partir de la temporada de 1978, Ellis va córrer amb l'equip oficial d'Honda. El 1982, arran d'una lesió al genoll, Ellis decidí de retirar-se i se'n va tornar a Nova Anglaterra per a treballar a l'empresa familiar. Un cop allà, però, el va trucar un promotor australià i li va oferir un contracte per a córrer a Austràlia. Ellis va acceptar i es va establir en aquell país, on a més de guanyar tres campionats nacionals de motocròs (el de 500cc el 1984 i els de 125 i 250cc el 1985), va conèixer la seva futura dona i va trobar feina un cop retirat de les curses. Des d'aleshores, resideix a Austràlia.
L'any 2012, Jimmy Ellis fou incorporat a l'AMA Motorcycle Hall of Fame.